# Сингальська література

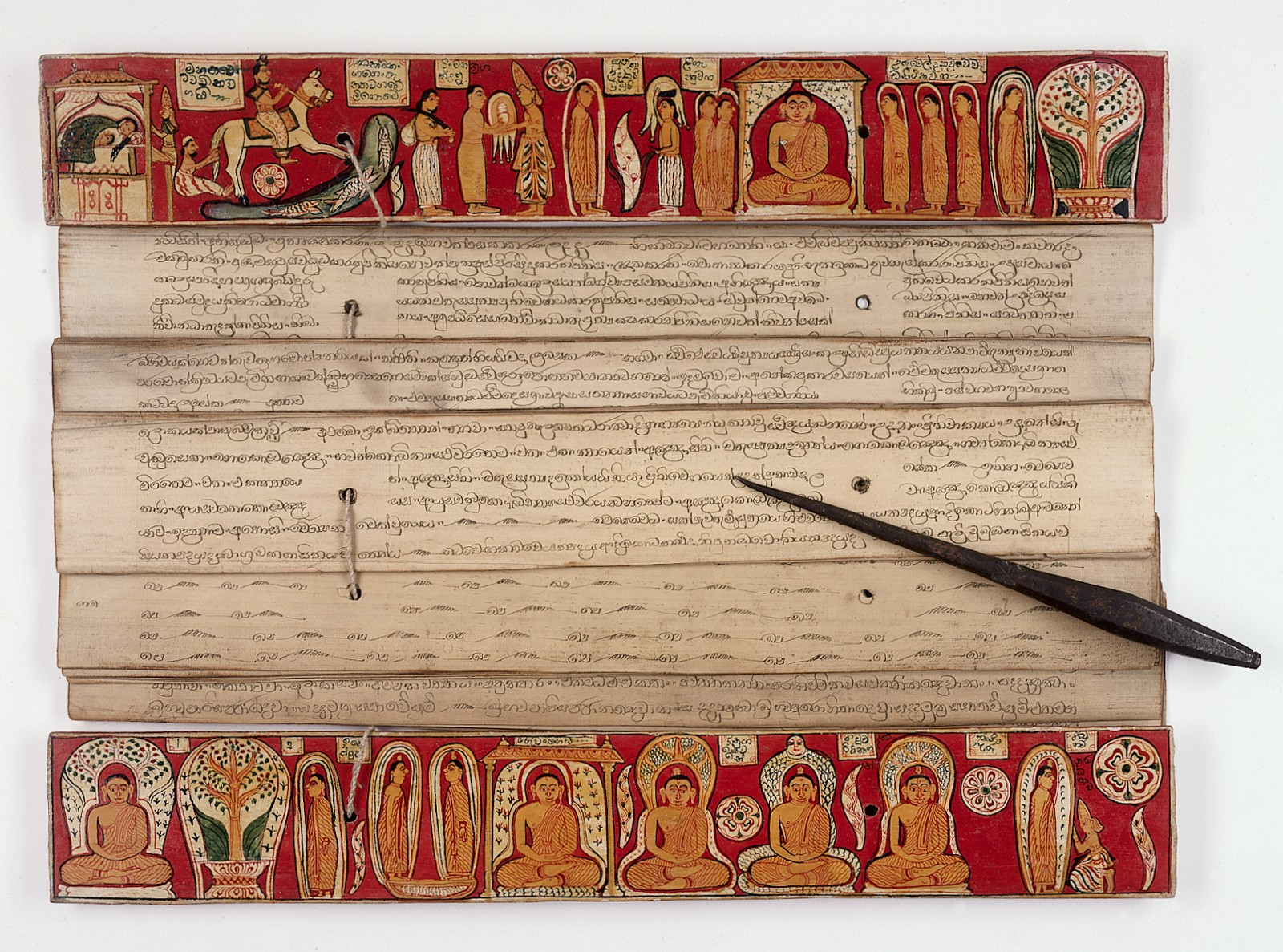
Сингальський манускрипт з дерев'яною пофарбованою обкладинкою та пальмовим листям.

Література сингальською мовою, одна з літератур Південної Азії, що виникла і розвивається на острові Шрі-Ланка. Її своєрідність обумовлено пануванням тхеравади (різновиди буддизму) серед сингалів, потужним впливом санскритської літератури й палійської літератури, багатовіковим близьким сусідством з тамільською літературою, а також тривалим перебуванням Шрі-Ланки під владою європейців: португальців, голландців й англійців. Виникнення сингальскої літератури датується дослідниками 7-8 ст.

## Ранній період сингальської літератури
Виникнення сингальської літератури дотується 7-8 ст. Від цього періоду до нас дійшли окремі поетичні фрагменти (віршовані написи на скельних галереях палацу-фортеці Сігірії) та переклади сингальською мовою санскритських й палійських книг. Перші самостійні твори сингальської літератури виникли на Цейлоні в кінці 12-13 ст..
Серед поем 12 ст. відомі «Мувадевдавата», «Сасадавата» та «Кавсілуміна» («Перлина поезії») — найвище досягнення давньої сингальської літератури. З прозових творів того часу відокремлюються «Амаватура» Гурулугоми (12 ст.) та «Бутсарана» (Під захистом Будди") монаха Від'ячакраварті (12 ст.).

## Сингальська література 13-16 століть
Література Шрі-Ланки в середньовіччя розвивалась під впливом давньоіндійської літератури, санскритської класики. Письменники того періоду основною метою творчості вважали релігійні проповіді. Тематика ранньої середньовічної сингальської поезії та прози була обмежена рамками історії життя Будди. В кінці 13 ст. вийшла перша сингальська граматика «Сидатсангарава».
Найвідоміші твори 13 ст.:поема «Перлина поезії» сингальського царя "Паракрамабуху ", прозові твори — «Оселя Будди» Відь'ячакраварті та «Історія пожертвувань» Маюрападатхеро, що являє собою збірку проповідей, у якій зображене життя населення. Також селянське життя зображене і в «Гірлянді коштовного каміння істинної віри» буддійського монаха Джармасені, в «Орнаменті істинної релігії» (14 ст.) Дхармакірті-Махатхеро. У 14 столітті завершився переклад джатак сингальською мовою.
У сингальській літературі 15 ст. створюються поетичні твори основані на традиціях сингальського фольклору. Цьому сприяв перший переклад з мови палі на сингальську збірник буддійських джатак «Пансияпанас-джатака-пота».
В 15 ст. чільне місце займала поезія, поеми-послання, в яких описуються села та монастирі Шрі-Ланки: Шрі Рахула Стхавіра «Послання голуба», «Діадема поезії», Веттеве-тхеро «Поема про Гуттіле», Відагама «Орнамент чесноти Будди».
На початку 16 ст. розвиток цейлонської культури та літератури був перерваний. У 1505 році на острів висадився перший загін португальців, та 4 століття продовжувався період панування колонізаторів.

## Сигальська література 17 століття
Визначний представник поезії кінця 16-початку 17 ст.- Алаг'яванна Мохоттала в поемі «Велика війна», оповідає про боротьбу сингальського царя Раджасинхи II з португальськими колонізаторами. Також він написав поему «Кусадакава» («Джатака о Кусе» — 1610 р.).
Історичні обставини 17 ст. привели к поширенню поетичних жанрів-панегірики та хатана (героїчно-історична поема). Розвивається жанр віршованої релігійної казки, з'являються збірники віршованих афоризмів дидактичного характеру. Алаг'яванне створив збірник «Субхашитая» по санскритськім, палійським та тамільським джерелам. Загалом сингальська література 17 ст. розвивалась у складних історичних умовах, тому воно не багате на літературні імена та твори.

## Розвиток сингальської літератури 18 століття
В місті Канді, створився рух за відродження буддійської вченості, який визначив духовне життя сингальського суспільства 18 ст. Цей рух пов'язаний з вченим-буддистом В.Саранкара (1698—1778). Він перекладав сингальською мовою канонічні книги буддизму, сутри життєпис Будди, книги молитов та настанов. Його відомий твір «Звід тлумачень сутності».
18 століття залишається століттям поезії з існуванням поетичних шкіл. Серед поетів відомі не тільки вчені монахи, але і світські люди (царь Раджадхіраджасинха (час правління 1780—1798 рр.), Балаваттала Махатмайло та Гаджаман Нона.
Героїчну тематику панегірики змінює любовна тема. Панегірик 18 ст. оспівує красу правителя та любовні перемоги. Героїчна тематика не зникла, а збереглась в іншому жанрі це героїко-історична поема (хатана). Залишається популярним жанр сандеша (поема-послання). Робляться переклади старовинних сандеш й створюються нові.
Поезія 18 ст. освоює жанр хроніки.
У 18 столітті вивчення давніх мов й експерименти зі стилями сприяли збагаченню сингальської мови. В кінці 30-х років 18 ст. з'являються перші друковані книги сингальською мовою, видані європейцями. У них відображений досвід першого зіставлення лексики сингальської та європейської мов.

## Сингальська література 19 століття
Історична тематика займає чимале місце у літературній творчості сингалів 19 ст. До творів історичного характеру у жанрі героїчних поем (хатана) відносяться: «Інгірісі-хатана» («Війна з англійцями»), «Вадига-хатана» (Війна-Вадигів; «Вадига- родове ім'я царя»).
У 1821 рр. завершена «Сулураджавалія» (Малий царський родовід), розпочатий у 18 ст. У поемі Кірами Джахамманди «Сиябасмалдама» («Квіткова гірлянда сингальської мови», 1820 р.) розповідається історія легендарного нащадка сингалів-царевича Віджаі. У 1815 р. написана поема «Датхаготрапрапрадіпая» («Дзеркало історії Священного Зуба») Вялігалой Кавісундарой, а у 1845 році «Даладасірита» («Ритуали Священного Зуба») Каханандой.
На початку 19 ст. популярними стають збірники настанов у формі запитань та відповідей, а іноді порад. Своїми поетичними творами у цьому роді прославились: Міхіріпянне Джаммаратана (1768—1851) та Коггала Дхаматилака «Гріх дурниці». Шедеврами жанру поем-посланій (сандешая) є «Диясявулсандешая» («Послання чорного лебедя» 1813 р.) Таларамбе Ятінду й поема монаха Девамітти з Кіталагами «Кираласандешая».
У популярному жанрі віршованих листів працювали поетеса Гаджаман Нона й Міхіріпянне Дхаммаратана.
На початку 19 ст. у літературній творчості сингалів зберігаються і традиційні наукові жанри: складаються трактати про кохання («Ратиратналанкарая» — «Прикраса зі скарбів пристрасті», 1811 р.) та про народну медицину («Йогаратнамалава» — «Гірлянда скарбів йоги», 1816 р.).
У другій половині 19 століття сингальські літератори почали працювати у жанрах: повість, оповідь та роман. В цей час були перекладені на сингальську мову твори англійських авторів. Сингальське суспільство познайомилось з творами французької та російської класики в перекладах англійською мовою. Інтерес викликала індійська література.

## Особливості сингальської літератури 20 століття
Колонізація ускладнювала розвиток сингальської літератури, але у другій половині 19-початку 20 століття помічається зріст прагнення зберегти самобутність та національну культуру. На початку 20 ст. з'явилися перші романи сингальською мовою С. де Сілви й П. Сірісени. З історичними романами, у яких захищав національні звичаї та буддизм, низкою оповідань, сатиричним романом «Маріонетка-феодал» (1939) виступив В. А. Сілва. П. Сірісена (1875—1946) підтримував його позицію у романі «Щасливе одруження».
Автор багатьох романів і збірок Мартин Вікрамасінгхе (1891—1977 рр.), затвердив у сингальській літературі реалістичний метод. Творчість прозаїків: Х. Мунідаса, Г. Б. Сенанаяке, К. Джаятілаки, Е. Саратчандри, Гунадаси, Амарасекари характеризує гуманістичне спрямування.
Значних творчих успіхів досягли:
поети: С. Палансурія, С. Махінда, В. Кумарагама, Г. Х. Перера, Ч. Манавасінхе;
драматурги: А. Самаравіра, Е. Саратчандра, А. Вірасінге, В. А. Абесінхе;
прозаїки: Мадавал Ратнаяк, Гунадас Ліянагак, А. В. Суравір.
У 1974 році у Шрі-Ланці була заснована Премія президента за великий внесок у розвиток ланкійської культури. Першим лауреатом став Мартін Вікрамасінгхе.